# Microsoft Office 2013
Microsoft Office 2013 (pozor, neplést si s Office 365) je třetí nejnovější verzí (aktuální je Microsoft Office 2019) balíku aplikací pro práci s dokumenty od společnosti Microsoft, jehož beta-verze byla představena 16. července 2012.
Office 2013 jsou primárně určeny pro operační systém Windows 8, pro který jsou v mnoha ohledech přizpůsobeny. Některé aplikace z balíku budou dostupné pouze ve verzi pro rozhraní Metro, ostatní pak jako desktopové programy. Jako takové poběží i pod operačním systémem Windows 7, starší verze systému však podporovány nejsou.
Oproti předchozím verzím balíku ale přinášejí další změny. Poběží na strojích s ARM procesory, i na mobilních telefonech se systémem Windows Phone 8/.1. Všechny programy budou také úzce propojeny s jejich online verzí a cloudovým prostředím Microsoftu OneDrive. Po internetové síti půjde přenášet mezi počítači i uživatelské nastavení.
Uzpůsobení pro dotykové ovládání přináší možnost práce pomocí gest na dotykových displejích.